# Trittico della Madonna col Bambino tra i santi Giorgio e Giacomo
Il Trittico della Madonna col Bambino tra i santi Giorgio e Giacomo è un dipinto ad olio su tavola di Cima da Conegliano e conservato nel Musée des Beaux-Arts di Caen.

## Descrizione
Il trittico è formato da tre pannelli. Sul pannello centrale di dimensioni 137x61 cm è rappresentata la Madonna col Bambino in trono; sui pannelli laterali di dimensioni 121 x 44,5 cm è rappresentato a sinistra san Giorgio e a destra san Giacomo.